# Cephalodiscoidea
Cephalodiscoidea é uma ordem de animais marinhos do filo Pterobranchia.

## Classificação
- Ordem Cephalodiscoidea Beklemishev, 1951
  - Família †Eocephalodiscidae Kozłowski, 1949
    - Gênero † Eocephalodiscus Kozlowski, 1949

  - Família Cephalodiscidae Harmer, 1905
    - Gênero Cephalodiscus M'Intosh, 1882

  - Família Atubaridae Sato, 1936
    - Gênero Atubaria Sato, 1936